# 隅田川七福神
隅田川七福神（すみだがわしちふくじん）は江戸時代の文化年間に向島百花園に集まる文人たちが考え出し、百花園主の福禄寿を中心に始まった6寺社をめぐる七福神めぐりで、全ての寺社が墨田区向島にある。向島七福神ともいう。

## 隅田川七福神の一覧
- 多聞寺 - 毘沙門天
- 白鬚神社 -　寿老神（隅田川七福神に限って寿老人を寿老神と表記する[1]）

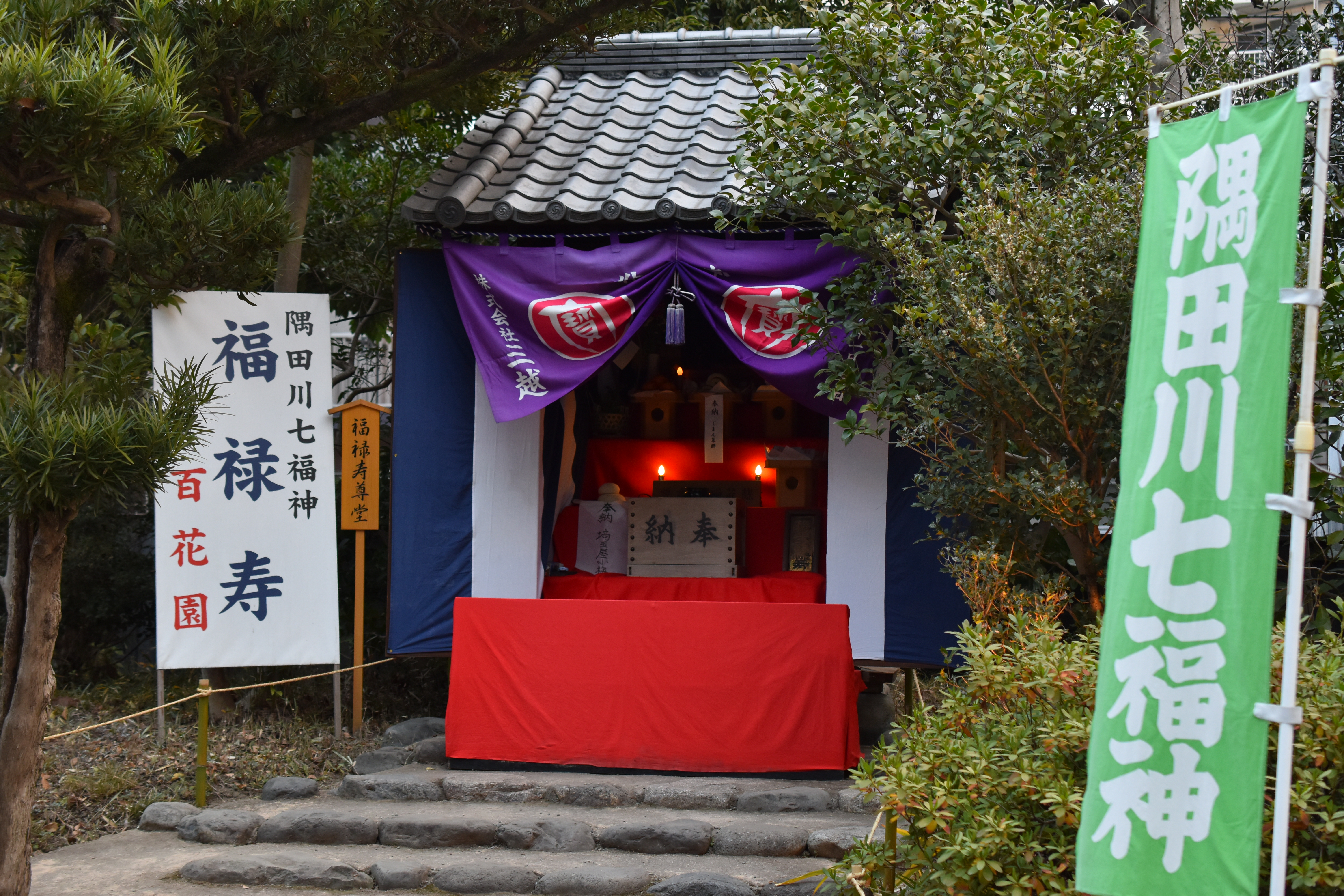
向島百花園の福禄寿尊堂

- 向島百花園 - 福禄寿
- 長命寺 - 弁財天
- 弘福寺 - 布袋尊
- 三囲神社 - 恵比寿、大黒天